# مايكل تولكين
مايكل تولكين (بالإنجليزية: Michael Tolkin) (و. 1950  م) هو كاتب، ومخرج أفلام، وكاتب سيناريو، وروائي أمريكي، ولد في نيويورك.

## التعليم
تعلم في كلية ميدلبوري، وتعلم في كلية بارد
.

## جوائز وترشيحات
حصل على جوائز منها:
- جائزة نقابة الكتاب الأمريكية
- جائزة إدغار

ترشح لـ:
جائزة الأوسكار لأفضل كتابة "سيناريو مقتبس"، عن عمل: اللاعب (فيلم).

## وصلات خارجية
- مايكل تولكين على موقع IMDb (الإنجليزية)
- مايكل تولكين على موقع ألو سيني (الفرنسية)
- مايكل تولكين على موقع أول موفي (الإنجليزية)
- مايكل تولكين على موقع قاعدة بيانات الأفلام السويدية (السويدية)
- مايكل تولكين على موقع قاعدة بيانات الفيلم (الإنجليزية)
- مايكل تولكين على موقع كينوبويسك (الروسية)